# Yaxchilan
Yaxchilan (prononcer Yachtchilan) est une ancienne cité maya située au Mexique, à l'est de l'État du Chiapas sur la municipalité de Ocosingo. Cerclé en fer à cheval par le fleuve Usumacinta qui fait office de frontière naturelle entre le Mexique et le Guatemala, le site archéologique occupe une zone géographique d'environ 2 500 hectares au cœur de la jungle lacandone (es). Elle compte plus de 1 500 espèces végétales et animales dont une centaine est protégée.
Les explorations archéologiques ont permis d'établir que le site fut habité durant plus de 1 000 ans (300 av. J.-C.-900 apr. J.-C.). Il devint un centre culturel mésoaméricain important durant la période classique tardive (600-800 apr. J.-C.), dominant des cités plus petites comme Bonampak (située à 21 kilomètres) et étant en rivalité avec celle de Piedras Negras (distante de 40 kilomètres). Yaxchilan est particulièrement réputée pour ses 124 inscriptions hiéroglyphiques sculptées sur des linteaux, des stèles et des autels qui décrivent des cérémonies, des batailles, des rituels ainsi que son histoire dynastique.

## Toponymie
Selon les recherches du mayaniste Simon Martin (en), le nom antique de cette ville serait Pa' Chan, littéralement « Ciel Coupé » ou « Brisé » qui peut être interprété comme résultant d'un mythe faisant référence à la naissance du dieu du maïs K'awiil, à une métaphore du lever de soleil ou encore, sur la base d'une interprétation de hiéroglyphes dits « jumeaux », à la fusion politique entre deux cités.
Quoi qu'il en soit de ces hypothèses, le site a eu, à la suite de sa découverte, plusieurs noms en fonction des explorations successives. Comme celui que lui donna Désiré Charnay en l'honneur de Pierre Lorillard qui avait contribué à financer ses expéditions dans la zone maya : « Lorillard Ville ». Ou encore « Menche » tel que le nomma pour sa part l'archéologue anglais Alfred Maudslay.
Mais ce n'est finalement qu'au début du XXe siècle que le site fut appelé Yaxchilan par l'archéologue Teobert Maler qui assembla les mots mayas « Yäx » (vert) et « Tiilan » (qui gisent là) pour former le toponyme « Yäxtiilan » signifiant donc, dans ce cas particulier, « Pierres vertes », en référence à la couleur verdâtre des pierres couvertes de mousse ou d'algues qu'il avait observées çà et là aux abords de la ville en ruine et du fleuve Usumacinta.

## Histoire préhispanique
Hormis leur nom, on trouve peu d'informations concernant les premiers souverains de Yaxchilan. On sait néanmoins que Yopaat Bahlam I, fondateur d'une longue dynastie, est monté sur le trône le 2 août 320 apr. J.-C.[réf. nécessaire] alors que Yaxchilan était encore une cité mineure. Elle dominait néanmoins de plus petits sites tels que Bonampak, et a longtemps été en guerre contre Piedras Negras, qui lui disputait le contrôle de la route commerciale de l'Usumacinta. C’était également une ville rivale de Tikal (au moins pendant un certain temps) et de Palenque, contre laquelle Yaxchilan a fait la guerre en 654[réf. nécessaire]. Au fil du temps, la ville-État est devenue une capitale régionale dont la dynastie a duré jusqu'au début du IXe siècle.
Yaxchilán atteignit le faîte de sa puissance pendant le long règne de 61 ans du roi Itzamnaaj Bahlam III, mort à plus de 90 ans en 742. Pourtant, la prise de pouvoir successorale de son fils Yaxun Bahlam IV n'est intervenue que dix ans plus tard, en 752. Cette latence dans la chronologie des souverains de Yaxchilan n'a cessée d'intriguer les archéologues. Car elle semble correspondre à une période obscure que l'on appelle l'« interrègne » et qui donna lieu à une crise politique et à des luttes pour le pouvoir. Une des hypothèses qui tente d'éclairer cette décennie trouble s'appuie sur le panneau 3 de la cité rivale de Piedras Negras qui mentionne la visite en 749 d'un seigneur de Pa' Chan (Yaxchilan), Yopaat Bahlam II, dont on ne trouve pourtant aucune référence dans les inscriptions dynastiques de Yaxchilan. Cela pourrait alors indiquer qu'à cette époque, après la mort du roi Itzamnaaj Bahlam III, la ville s'est trouvée temporairement sous la domination politique de Piedras Negras.
Plus de la moitié des monuments que l'on peut voir actuellement sur le site, notamment ceux de la Grande Place, ont été érigés sous le règne de Yaxun Bahlam IV, probablement dans le but de renforcer sa légitimité retrouvée ainsi que le statut de sa mère, Dame Ik'-Crâne, originaire de Calakmul et troisième au rang des épouses de son père. Mais dans cette quête de légitimité, Oiseau-Jaguar IV ne fut pas seulement un bâtisseur mais également un souverain guerrier parmi les plus agressifs, comme le souligne le titre éloquent qui lui était donné : « aj k'al baak », c'est-à-dire « celui de vingt captifs ».
Ses entreprises militaires furent poursuivies par son fils Itzamnaaj Bahlam IV, qui contrôlait sans doute la cité de Bonampak, puisqu'il supervisa l'accession au trône de son souverain en 790[réf. nécessaire]. En 808, son fils K'inich Tatbu-Crâne III remporta un dernier triomphe sur Piedras Negras, dont il captura le souverain. Cette victoire semble avoir été le chant du cygne pour Yaxchilán : le Linteau 10 qui rapporte cet événement est le dernier monument de la cité portant une date en compte long. Par ailleurs, la piètre qualité du texte hiéroglyphique témoigne d'une certaine décadence de la cité qui s'amorce à cette époque. Bien que les circonstances exactes ne soient pas connues, la fin fut sans doute violente, comme tend à le prouver la découverte par l'archéologue Akira Taneko de 217 pointes de projectiles éparpillées à un endroit stratégique de l'Acropole Ouest.

### Chronologie partielle des souverains (ajaw) de Yaxchilán

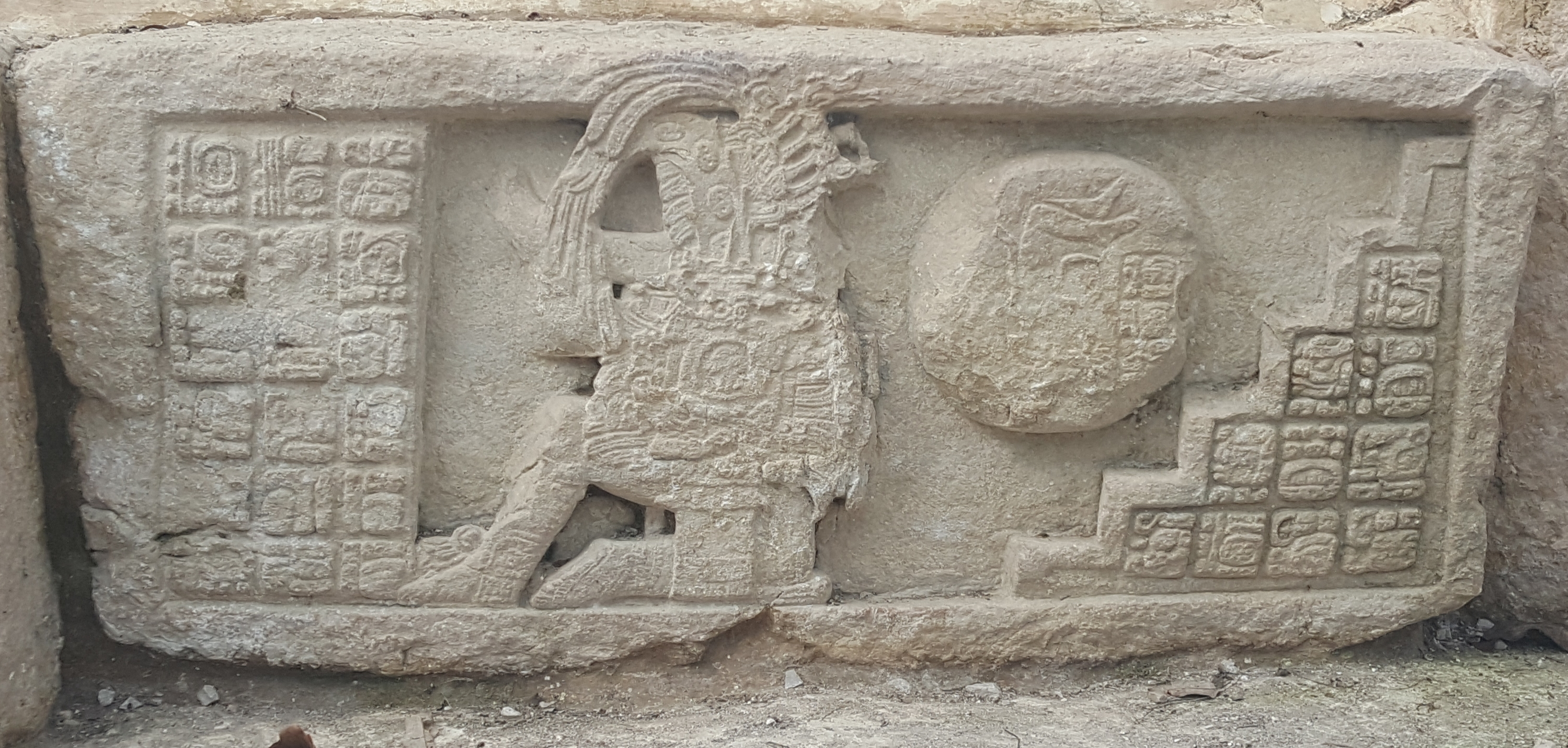
Escalier Hiéroglyphique figurant Yaxun Bahlam III (Oiseau-Jaguar III) en train de jouer au jeu de balle.

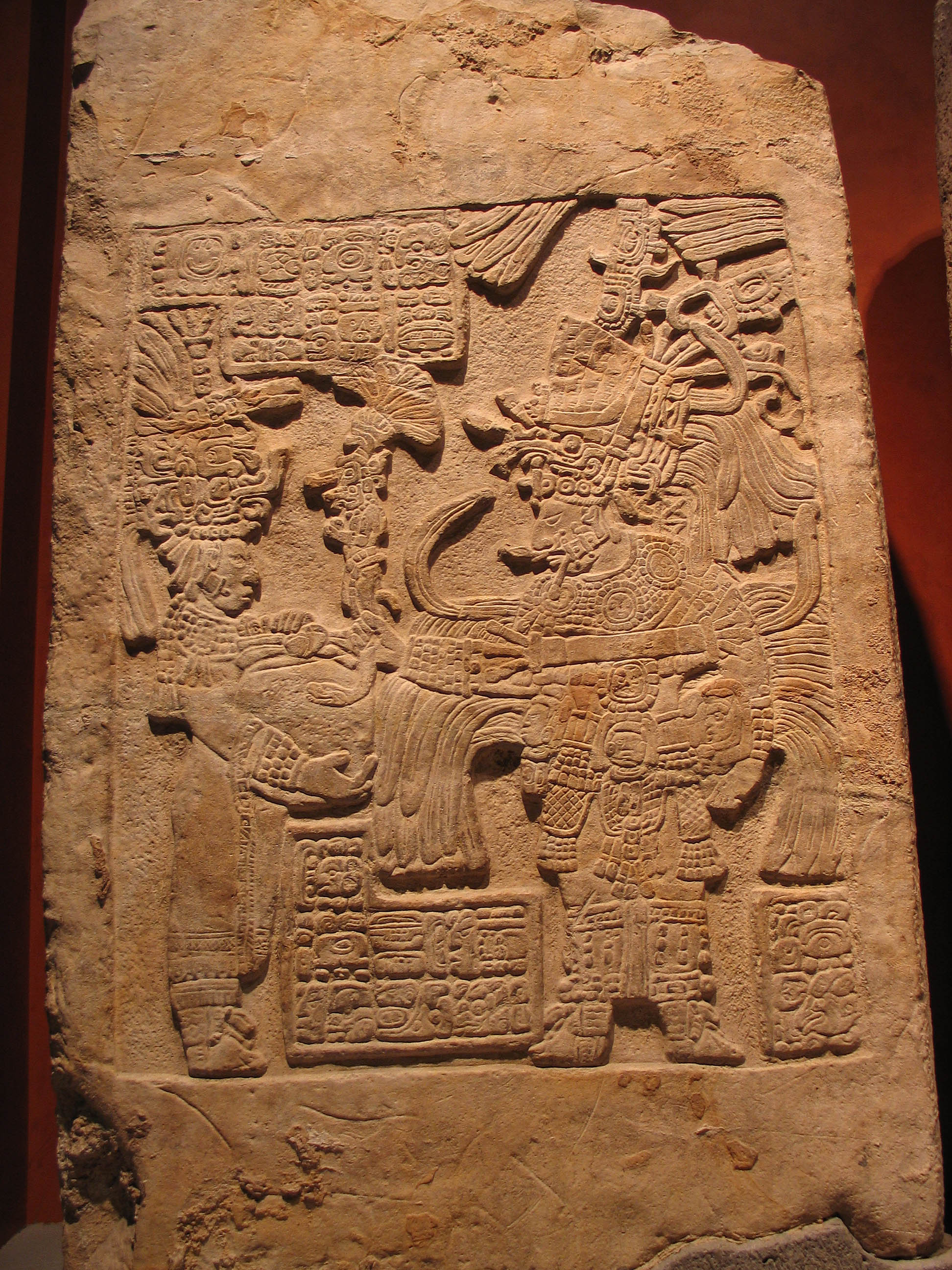
Linteau 53 de la structure 55 : Itzamnaaj Bahlam III (Bouclier-Jaguar III) et son épouse Dame Ik'-Crâne, mère d'Yaxun Bahlam IV en 709.

### Chronologie partielle des souverains (ajaw) de Yaxchilán[11]
| Nom maya du souverain   | Variante / Sobriquet   | Période de règne |
| ----------------------- | ---------------------- | ---------------- |
| YOPAAT BAHLAM I         | Ancêtre-Jaguar I       | 359 - ?          |
| ITZAMNAAJ BAHLAM I      | Bouclier-Jaguar I      | ?                |
| YAXUN BAHLAM I          | Oiseau-Jaguar I        | 378 - 389        |
| YAX-BOIS DE CERF-CRÂNE  | Crâne Première Corne   | 389 - 402        |
| SOUVERAIN 5             | ?                      | 402 - ?          |
| K'INICH TATBU-CRÂNE I   | Mahk'ina Tah Crâne I   | ?                |
| SOUVERAIN ?             | Lune-Crâne             | 454 - 467        |
| YAXUN BAHLAM II         | Oiseau-Jaguar II       | 467 - ?          |
| SOUVERAIN ?             | Yeux Noués-Jaguar I    | 508 - 518        |
| K'INICH TATBU-CRÂNE II  | Mahk'ina Tah-Crâne II  | 526 - 537        |
| SOUVERAIN ?             | Yeux Noués-Jaguar II   | 564 - ?          |
| ITZAMNAAJ BAHLAM II     | Bouclier-Jaguar II     | 599 - ?          |
| K'INICH TATBU-CRÂNE III | Mahk'ina Tah-Crâne III | ?                |
| YAXUN BAHLAM III        | Oiseau-Jaguar III      | 629 - 669        |
| ITZAMNAAJ BAHLAM III    | Bouclier-Jaguar III    | 681 - 742        |
| (YOPAAT BAHLAM II)      | (Ancêtre-Jaguar II)    | « Interrègne »   |
| YAXUN BAHLAM IV         | Oiseau-Jaguar IV       | 752 - 768        |
| ITZAMNAAJ BAHLAM IV     | Bouclier-Jaguar IV     | 769 - 800        |
| K'INICH TATBU-CRÂNE IV  | Mahk'ina TahCrâne III  | ? - 808          |

## Histoire moderne
Si la première mention faite de l'emplacement semble avoir été une brève note de l'aventurier costaricien Juan Galindo datant de 1833[réf. nécessaire], c'est la publication en 1847 d'un livre de voyage écrit et illustré par les Américains John Lloyd Stephens et Frederick Catherwood : Incidents de voyage en Amérique centrale, au Chiapas et au Yucatán (es), qui marqua le début des grandes découvertes dans cette région d’Amérique centrale.

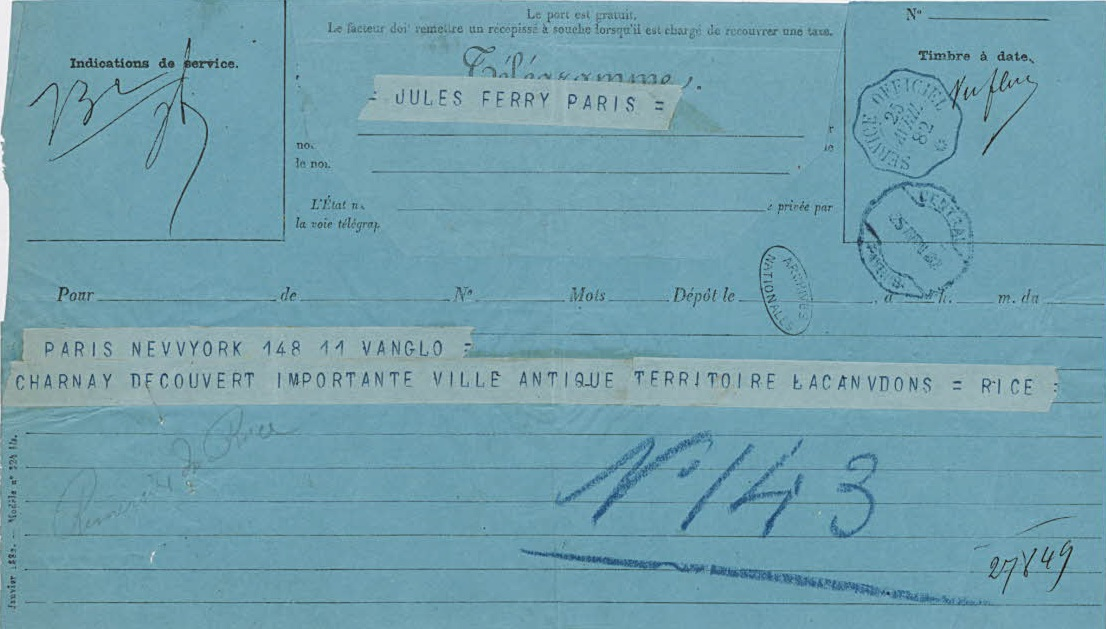
Télégramme de Désiré Charnay informant Jules Ferry de la découverte d’une cité maya inconnue.

Il fallut néanmoins attendre 1881 pour que le professeur et cartographe allemand Edwin Rockstoh (es), du Collège national de Guatemala, inspecte les lieux et en rende compte de manière formelle. L'année suivante, ce fut au tour de l'explorateur et archéologue anglais Alfred Maudslay et du photographe français Désiré Charnay de révéler au monde le site maya de Yaxchilan en réalisant un registre détaillé des édifices et monuments ainsi que de nombreux schémas et photographies.

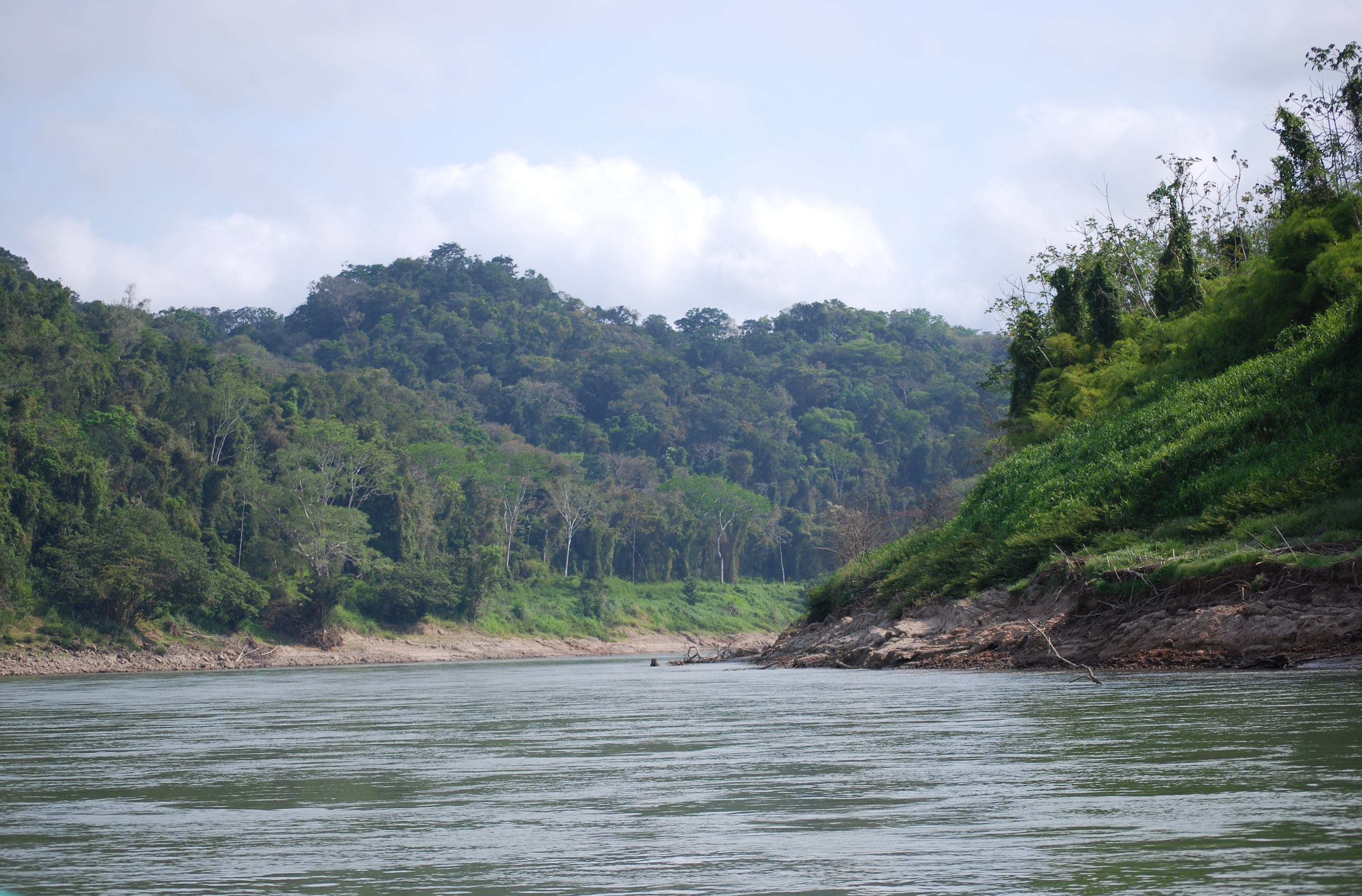
Les rives du fleuve Usumacinta, près de Yaxchilan.

Par suite, en 1895, 1897 et 1900, l'explorateur austro-allemand Teobert Maler inspecta Yaxchilan afin d'établir une nomenclature des édifices et monuments du site, mais aussi d'emplacements voisins. Ce système de classification fait encore référence aujourd'hui. Au siècle suivant, entre 1914 et 1931, l'archéologue et épigraphiste américain Sylvanus Morley dirigea plusieurs expéditions sous l'égide de l’Institut Carnegie de Washington qui permirent de réaliser la topographie du site et de découvrir d'autres édifices importants. De 1973 à 1985, l'Institut national d'anthropologie et d'histoire (INAH) confia à l'archéologue mexicain Roberto García Moll des travaux d'excavation et de consolidation sur une trentaine d'édifices. Plus tard, vers la fin des années 1990, les travaux de l'INAH portèrent cette fois-ci sur la consolidation de 13 autres structures ainsi que sur l'étude épigraphique de nombreuses inscriptions. Situé dans une zone géographique riche en biodiversité, au cœur de la forêt tropicale, Yaxchilan fait partie des rares sites archéologiques déclarés conjointement monument naturel et culturel.
Au delà des diverses explorations et autres investigations archéologiques, le site de Yaxchilan a toujours été difficile d'accès. Car jusqu'aux années 1990, les seuls moyens permettant de l'approcher étaient le bateau ou l'avion. Il n'y avait pas de route à moins de 150 kilomètres. Mais, depuis la construction dans les années 1990 d'une autoroute par le gouvernement mexicain le long de la frontière avec le Guatemala, il est désormais possible de se rendre à Yaxchilan par voie terrestre, jusqu'à la localité de Frontera Corozal, sur les rives du fleuve Usumacinta. De là, il est cependant toujours nécessaire d'emprunter une pirogue pour pouvoir, en 30 minutes, accéder au site de plain-pied.

## Description du site

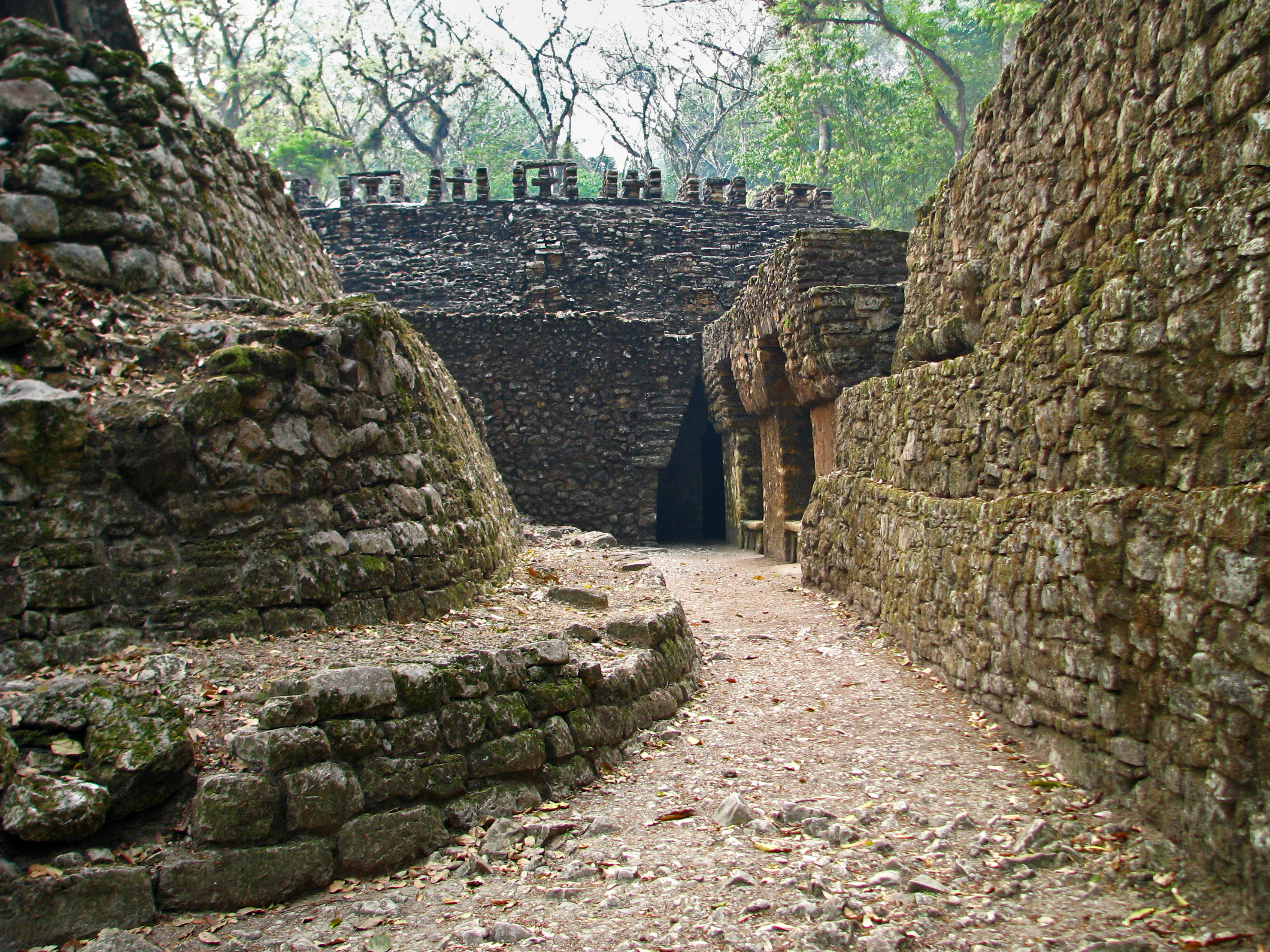
À l'entrée du site, la structure 19 surnommée « Le Labyrinthe ».

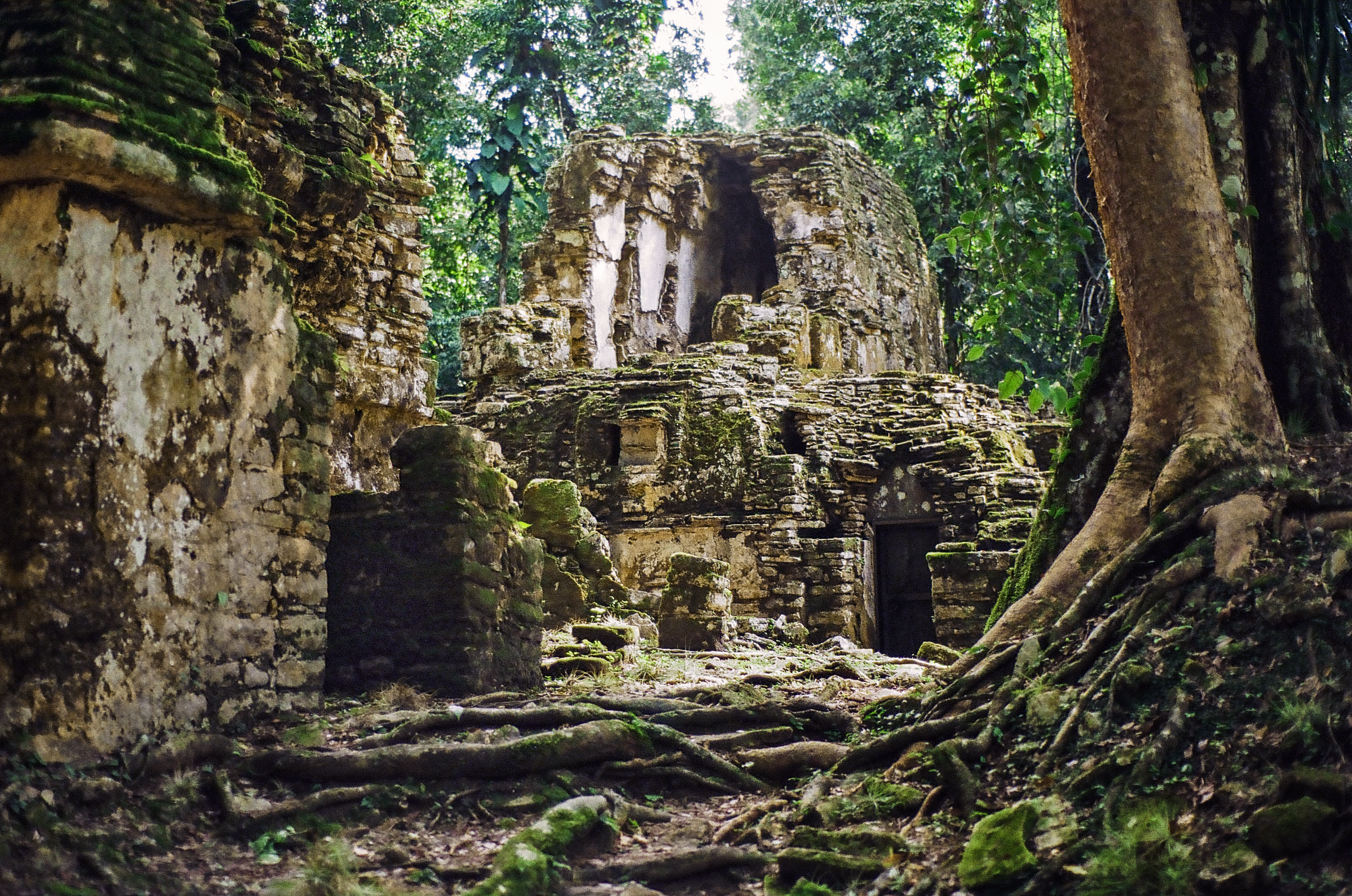
Structures 6 (centre) et 7 (gauche) situées à l'est de la Grande Place.

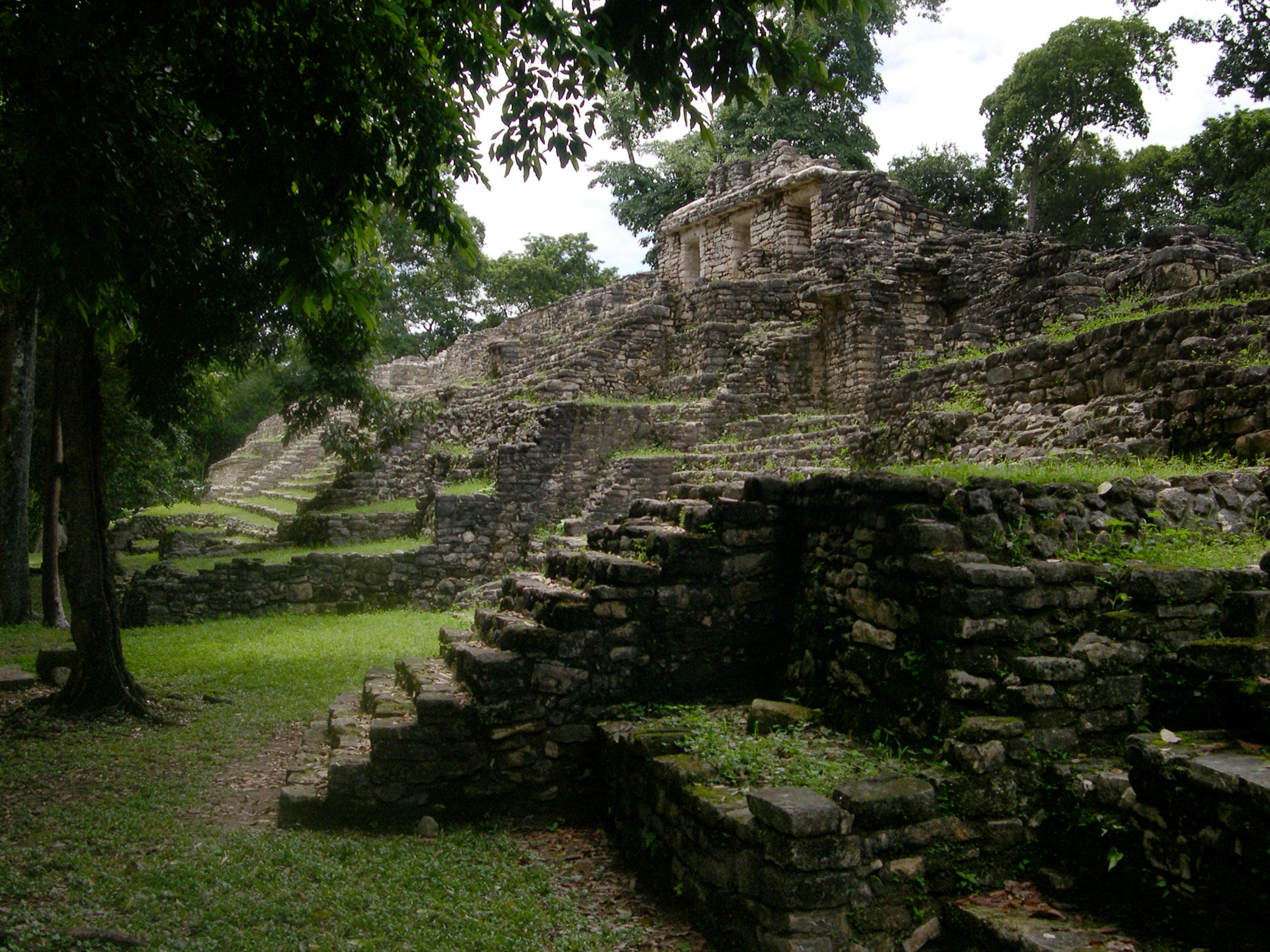
Ensemble de constructions de l'Acropole Ouest (ou Petite Acropole).

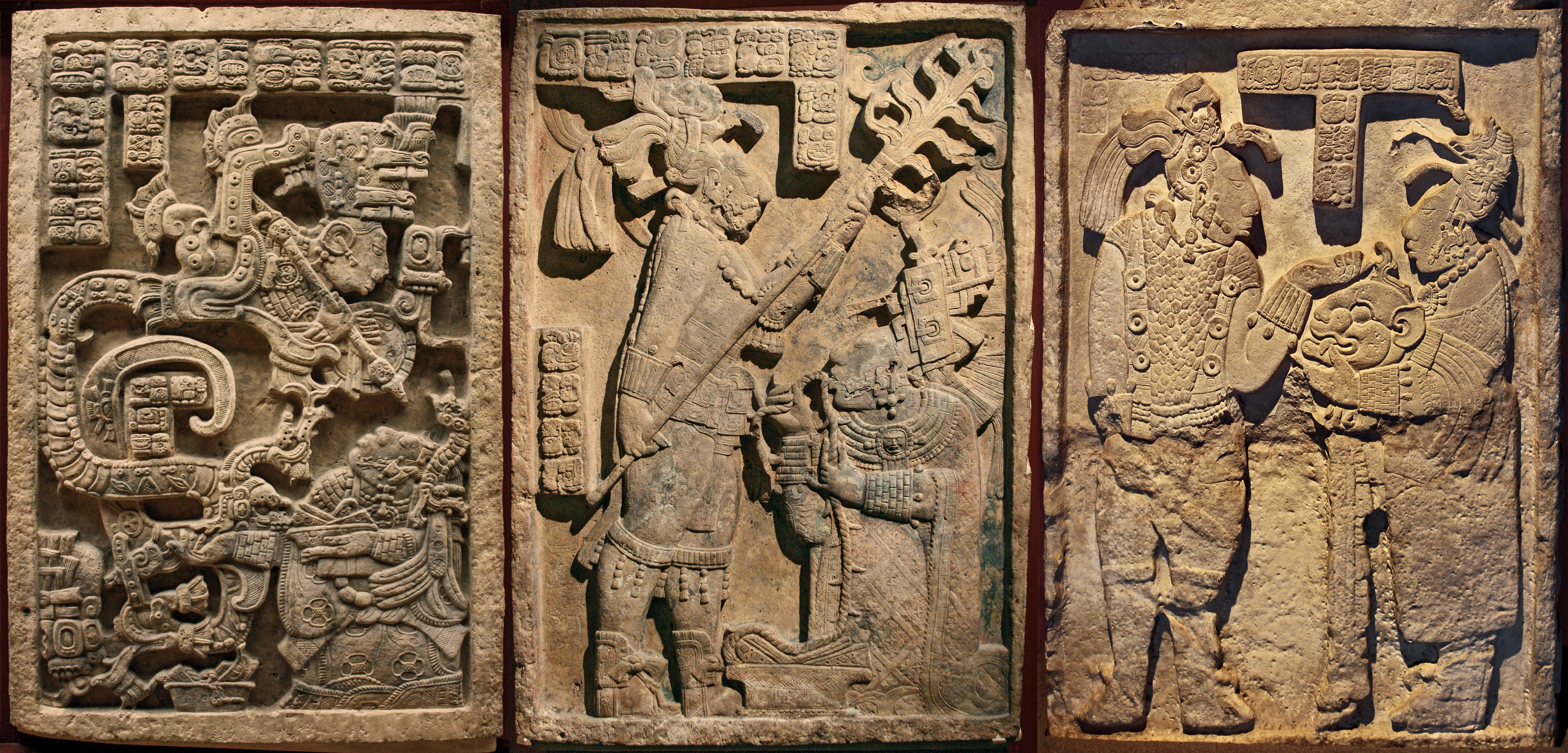
Chefs-d'œuvre de l'art maya : Les linteaux 25, 24 et 26 du temple 23 (dimensions et couleurs harmonisées).

Yaxchilan compte, dans sa partie centrale, plus de 120 constructions distribuées en trois secteurs principaux : la Grande Place, la Grande Acropole et l'Acropole Ouest (ou Petite Acropole). Ces ensembles sont connectés à travers des escaliers, des rampes et des terrasses de distribution. La Grande Place, située dans la partie basse de la ville et parallèlement au fleuve Usumacinta, concentre un grand nombre d'édifices. Dans sa section ouest, à l'entrée du site, on trouve entre autres le bâtiment 19 (également connu sous le nom de « Labyrinthe »), un jeu de balle ainsi qu'un temazcal (structure 17). À l'est, l'ensemble architectural se compose de cinq structures dont l'une, avec son escalier hiéroglyphique, peut être considérée comme un palais. Au centre de la Grande Place, en direction du sud, se trouvent plus de six bâtiments ainsi qu'un grand escalier qui mène aux constructions 25, 26 et 33. On se situe alors dans la Grande Acropole. Au nord-ouest, près de l'entrée du site sur une colline calcaire en élévation d'une cinquantaine de mètres, la Petite Acropole abrite deux places et treize constructions dont les bâtiments 44, 48 et 51. Finalement, on notera encore un 4e ensemble plus petit. Située en arrière plan au sud de la Grande Acropole, l'Acropole Sud est composée de trois édifies (39, 40 et 41).
La plus ancienne construction connue de Yaxchilan date d'avant l'an 600 apr. J.-C. Il s'agit de la sous-structure du bâtiment 7 situé sur la Grande Place. Par suite, les édifices 6, 13 et 74 ont été érigés dans le même secteur au cours de la première moitié du VIIe siècle. Ces premiers éléments architecturaux se caractérisent par des travées longues et étroites, couvertes par une voûte à moulures horizontales, des linteaux en bois sur les ouvertures et des décorations représentant des divinités modelées en stuc. Dans ces bâtiments, la couleur rouge prédominait, ce qui a amené Teobert Maler à identifier la structure 6 comme étant le « Temple Rouge ».
Pour la période comprise entre 650 et 700 apr. J.-C., on distingue deux types de constructions : le premier consiste en des sous-sols en gradins avec des coins repliés, comme les bâtiments 18, 77, 35 et 36, dans la construction desquels de gros blocs de roche calcaire ont été utilisés. Bien qu'à ce jour aucune décoration qui leur soit associée n'ait été retrouvée, on peut supposer, par analogie avec d'autres sites, qu'elle était constituée de grands masques en stuc disposés sur les corps qui flanquent les escaliers à chevrons. Le deuxième type de constructions de cette seconde moitié du VIIe siècle se retrouve principalement dans la Grande Acropole et l'Acropole Sud, et est formé par les bâtiments 25, 26, 30, 33, 39 et 41. Ces édifices se caractérisent par une double travée intérieure (sauf le 39), une silhouette composite ouvrant à hauteur du linteau et une crête de murs ajourés et droits au centre de la toiture. Le décor étant également composée de figures modelées en stuc.
Hormis ces divers bâtiments, Yaxchilan compte de nombreuses sculptures bien conservées dont la plus ancienne connue, la stèle 27, date du règne de Yeux noués-Jaguar I. Faisant face à l'édifice 9, elle représente le monarque et célèbre la fin d'un katun en 514. Endommagée au fil du temps, la stèle fut restaurée à la fin de la période classique, probablement sous le règne de Yaxun Bahlam IV (Oiseau-Jaguar IV).
Le site est également connu pour avoir abrité la remarquable série des 3 linteaux de l'édifice 23 (sur la Grande Place), la maison de Dame K'abal Xook, une des épouses du souverain Itzamnaaj Bahlam III (Bouclier-Jaguar III). Ces trois sculptures en relief, les 24, 25 et 26, représentent K'abal Xook dans l'accomplissement d'un rituel. La série commence chronologiquement par le linteau 25, datant de 681, la représentant en proie à une vision. Le linteau 24, daté du 24 octobre 709[réf. nécessaire], est une scène de saignée rituelle : la femme fait passer à travers sa langue une corde munie d'épines, tandis que son époux l'éclaire avec un flambeau. Le linteau 26, daté de 724, la représente tendant à son époux un casque en forme de jaguar. Ces trois linteaux sculptés en relief comptent parmi les chefs-d'œuvre de l'Art maya.
Au fil du temps, les découvertes faites à Yaxchilan ont suscité des convoitises diverses. Ainsi, entre 1882 et 1887, Alfred Maudslay et son agent mexicain Gorgonio López retirèrent du site six linteaux dont cinq sont aujourd'hui exposés au British Museum de Londres (notamment les 24 et 25) ; le sixième ayant été envoyé par erreur au musée ethnologique de Berlin, puis disparut au cours de la Seconde Guerre mondiale. Par ailleurs, en 1964, à l'occasion de l'inauguration du nouveau bâtiment du Musée national d'anthropologie de Mexico, trois stèles et neuf linteaux (dont le 26) furent retirés de Yaxchilan. Depuis lors, une seule de ces sculpture a été rapatriée, en 1981.